# Kazuhiko Takahashi
Kazuhiko Takahashi –en japonés, 高橋 和彦, Takahashi Kazuhiko– (3 de abril de 1985) es un deportista japonés que compitió en judo. Ganó una medalla de oro en los Juegos Asiáticos de 2010 en la categoría abierta.

## Palmarés internacional
| Juegos Asiáticos | Juegos Asiáticos | Juegos Asiáticos | Juegos Asiáticos |
| Año              | Lugar            | Medalla          | Categoría        |
| ---------------- | ---------------- | ---------------- | ---------------- |
| 2010             | Cantón (China)   | Medalla de oro   | Abierta          |